# Kārlis Zariņš
Kārlis Reinholds Zariņš (ur. 4 grudnia 1879 w Ipiku w Inflantach, zm. 29 kwietnia 1963 w Londynie) – łotewski polityk i dyplomata, poseł w Sztokholmie i Tallinnie, minister spraw zagranicznych Łotwy w kraju (1931–1933) i na emigracji (1940–1963). 

## Życiorys
W 1918 został członkiem Łotewskiej Rady Narodowej (Latvijas Tautas Padome), która 18 listopada ogłosiła niepodległość kraju. Rozpoczął karierę dyplomaty. W 1925 wysłano go na placówkę do Skandynawii (był łotewskim posłem w Szwecji, Danii i Norwegii rezydując w Sztokholmie). Po 1930 pełnił funkcję posła w Tallinnie. 
W grudniu 1931 Sejm powołał go na ministra spraw zagranicznych Łotwy, którym pozostał do marca 1933. 
Od 1933 do 1940 sprawował urząd ambasadora w Londynie. Po agresji radzieckiej na Łotwę 17 czerwca 1940 przekazano mu pełnomocnictwa do reprezentowania rządu w Rydze na forum międzynarodowym. 
Urząd ministra spraw zagranicznych Łotwy pełnił w latach 1940–1963 przebywając do końca swych dni w Londynie. 
Jest autorem wspomnień "Par Latvijas..." wydanych na emigracji.